# Kniha Mozilly
Kniha Mozilly (The Book of Mozilla) je velikonoční vajíčko v Netscape, Mozilla Suite a odvozených prohlížečích.

## OKnize Mozilly
Kniha Mozilly ve skutečnosti neexistuje, ačkoliv citace v Netscape a Mozille tento dojem navozují. Odhalují různé úryvky podobné textům v Bibli. Když v těchto prohlížečích vložíte do adresního řádku about:mozilla, zobrazí se poselství napsané bílým písmem na kaštanově hnědém pozadí.
Kniha je pojmenovaná po zelené ještěrce (maskot společnosti Netscape), který dal později jméno projektu Mozilla (ten používá jiného maskota – červeného draka).

## Kniha Mozilly, 12:10
Kniha Mozilly se poprvé objevila v Netscape 1.1 (dříve vložení about:mozilla do adresního řádku vedlo k zobrazení textu „Mozilla Rules!“) a zůstala do Netscape 4.8. Zobrazovala následující proroctví:
And the beast shall come forth surrounded by a roiling cloud of vengeance. The house of the unbelievers shall be razed and they shall be scorched to the earth. Their tags shall blink until the end of days.
from The Book of Mozilla, 12:10
A zvíře vystoupí na povrch obklopené rozvířenými mraky pomsty. Dům s nevěřícími bude vyhlazen a oni budou spáleni do země. Jejich jmenovky budou blikat do konce světa.
z Knihy Mozilly, 12:10
„Zvíře“ je Netscape. Tresty, které ohrožují „nevěřící“ (uživatele jiných prohlížečů), jsou tradičně biblické, ale s neobvyklou hrozbou, že „jejich jmenovky budou blikat do konce světa“. To poukazuje na skutečnost, že chybné HTML tagy („jmenovky“) v prohlížeči zdrojového kódu vestavěném v Netscape blikaly. Čísla kapitoly a verše 12:10 odkazují na datum vydání Netscape 1.0 – 10. prosince 1994.

## Kniha Mozilly, 3:31
Šestá a pozdější verze Netscape jsou založené na kódu Mozilly a obsahují následující poselství (obsažené také ve verzích Mozilly):
And the beast shall be made legion. Its numbers shall be increased a thousand thousand fold. The din of a million keyboards like unto a great storm shall cover the earth, and the followers of Mammon shall tremble.
from The Book of Mozilla, 3:31

(Red Letter Edition)
A zvířete budou zástupy legii. Jejich počet naroste až na tisíce tisíců. Zemi bude pokrývat hluk milionů klávesnic až do velké bouře, která pokryje zemi, a Mamonovi uctívači se budou třást strachem.
z Knihy Mozilly, 3:31

(edice Červený list)
„Zvíře“ opět představuje Netscape. Text pravděpodobně ukazuje na naději Netscape, že otevřený kód by mohl přitáhnout „zástupy“ vývojářů z celého světa, kteří by pomohli program vylepšovat („hluk milionů klávesnic“). Někdo tvrdí, že „Mamon“ nepřímo odkazuje na Microsoft, což se zdá být přesvědčivé, protože Microsoft Internet Explorer byl hlavní soupeř Netscape (Slovo „mamon“ je spojeno s bohatstvím, které Microsoft využil při pokusu o zničení Netscape). Čísla 3:31 odkazují na 31. března 1998, kdy Netscape zveřejnil zdrojový kód. Tento den je pokládán za významný, proto bylo poselství vydáno v edici „Červený list“.

## Kniha Mozilly, 7:15
Další část napsal Neil Deakin. Je obsažena ve všech verzích Mozilly od července 2003 a v Netscape 7.2:
And so at last the beast fell and the unbelievers rejoiced. But all was not lost, for from the ash rose a great bird. The bird gazed down upon the unbelievers and cast fire and thunder upon them. For the beast had been reborn with its strength renewed, and the
followers of Mammon cowered in horror.
from The Book of Mozilla, 7:15
Při lokalizaci Mozilla Firefoxu do češtiny byla tato část přeložena takto:
A tak nakonec zvíře padlo a nevěřící se radovali. Ale vše nebylo ztraceno, neb z popela povstal velký pták.. Pták se zahleděl dolů na nevěřící a seslal na ně oheň a bouři. A tak bylo zvíře znovuzrozeno se svou obnovenou silou a stoupenci mamonu se plazili hrůzou.
z Knihy Mozilly, 7:15
Zabití „zvířete“ odkazuje na ukončení vývoje Netscape jeho novým majitelem – společností AOL (ačkoli po napsání tohoto verše společnost AOL pokračovala ve vydávání nových verzí Netscape). „Velký pták“, který povstal z popele, je Mozilla Foundation. Ta byla založena, aby pokračovala ve vývoji Mozilly. Seslání „ohně“ ukazuje na Mozilla Firebird (nyní Mozilla Firefox) a „bouře“ na Mozilla Thunderbird. Projekt Mozilla se zaměřil na vývoj obou produktů několik měsíců před zánikem společnosti Netscape. Skutečnost, že zvíře bylo „znovuzrozeno“, naznačuje, že duch Netscape bude přežívat v rámci Mozilla Foundation (kterou z části tvoří bývalí zaměstnanci společnosti Netscape). „Obnovení“ jeho síly znamená menší závislost Mozilla Foundation na AOL, která do značné míry Netscape opomíjela. Skutečnost, že zvíře povstalo jako fénix (z jeho vlastního popela) může také ukazovat na Phoenix, předchozí jméno Mozilla Firebirdu. Čísla 7:15 odkazují na 15. července 2003, kdy byla zrušena divize společnosti Netscape zabývající se vývojem prohlížeče a založena Mozilla Foundation.

## Kniha Mozilly, 8:20
Vedoucí vývoje prohlížeče Netscape přispěl dalším veršem Knihy Mozilly. Verš byl poprvé zveřejněn 5. června 2007 při vydání první beta verze Netscape Navigatoru 9.
And thus the Creator looked upon the beast reborn and saw that it was good.
from The Book of Mozilla, 8:20
I podíval se Stvořitel na zvíře znovuzrozené a viděl, že bylo dobré.
z Knihy Mozilly, 8:20
„Stvořitel“ odkazuje na společnost Netscape. „Znovuzrozené zvíře“ může znamenat buď Firefox, resp. Mozilla Foundation, která jej vyvíjí, nebo znovuotevření vývojového oddělení Navigatoru. Čísla 8:20 odkazují na 20. srpen 2006, kdy se uvnitř společnosti Netscape objevila první písemná informace o možném obnovení vývoje Netscape Navigatoru.

## Kniha Mozilly, 11:9 (10. vydání)
S příchodem Mozilla Firefoxu 3 se v knize Mozilly objevil nový zápis.
Mammon slept. And the beast reborn spread over the earth and its numbers grew legion. And they proclaimed the times and sacrificed crops unto the fire, with the cunning of foxes. And they built a new world in their own
image as promised by the sacred words, and spoke of the beast with their children. Mammon awoke, and lo! it was naught but a follower.
from The Book of Mozilla, 11:9
(10th Edition)
A v české verzi Mozilla Firefoxu pak:
Mamon stále spal. A tak znovuzrozené zvíře pokrylo zem a jeho počty narostly v zástupy. V čase těch o něm hlásili a s mazaností lišek v ohni obětovali obilí. I vystavěli nový svět k obrazu svému, jak slíbili v posvátném svitku, a hovořili o zvířeti se svými dětmi. Mamon se probral a hle, nebyl nic víc než jen následovník.
z Knihy Mozilly, 11:9
(10. vydání)
„Mamon“ stále odkazuje na Internet Explorer, který 5 let, mezi verzemi 6 a 7, nebyl vyvíjen („spal“), „znovuzrozené zvíře“ je Firefox. Text vypichuje dvě největší propagační kampaně, reklamu v The New York Times („hlášení“) a kruh v obilí ve tvaru loga Firefoxu („obětované obilí“), oboje stvořené „zástupy“ samoorganizované „s mazaností lišek“ pomocí portálu Spread Firefox (SFX). „Nový svět“ znamená moderní, na standardech založené webové stránky a aplikace s otevřeným zdrojovým kódem. „Posvátný svitek“ odkazuje na Mozilla Manifesto a „hovořili o zvířeti se svými dětmi“ na informační bulletin o Firefoxu. Poslední věta popisuje obnovení vývoje Internet Exploreru a jeho přebírání funkcí z Firefoxu. Čísla 11:9 a „10. vydání“ připomínají 9. listopad 2004, kdy byl vydán Firefox 1.0, a 10. výročí Mozilla Foundation, které bylo oslaveno v průběhu vývoje Firefoxu 3.

## Kniha Mozilly, 15:1
S příchodem Mozilla Firefoxu 21 se v knize Mozilly objevil nový zápis.
The twins of Mammon quarrelled. Their warring plunged the world into a new darkness, and the beast abhorred the darkness. So it began to move swiftly, and grew more powerful, and went forth and multiplied. And the beasts brought fire and light to the darkness.
from The Book of Mozilla, 15:1
A v české verzi Mozilla Firefoxu pak:
Dvojčata Mamonu se rozhádala a jejich souboje uvrhly svět do nové tmy. Zvířeti se ale tma hnusila. A tak se stalo mrštnější a silnější, šlo vpřed a jeho počty rostly. A zvíře přineslo oheň a světlo do tmy.
z Knihy Mozilly, 15:1
„Dvojčata mamonu“ odkazují na Apple a Google, jejichž mobilní operační systémy iOS a Android získali dominanci na trhu. „Nová tma“ symbolizuje uzavřenost obchodů s aplikacemi pro obě platformy. „Mrštnost“ zvířete znamená nový zrychlený cyklus vydávání verzí Firefoxu. Rostoucí počty znamenají vydání verze Firefoxu pro Android a systému Firefox OS. Číslo verše 15:1 na konci znamená datum zmrazení kódu Firefoxu OS 1.0 (15. ledna 2013).

## Kniha Mozilly, 11:14
Od Firefoxu 57 je v knize Mozilly tento text.
The Beast adopted new raiment and studied the ways of Time and Space and Light and the Flow of energy through the Universe. From its studies, the Beast fashioned new structures from oxidised metal and proclaimed their glories. And the Beast’s followers rejoiced, finding renewed purpose in these teachings.
from The Book of Mozilla, 11:14
A v české verzi Mozilla Firefoxu pak:
 I Zvíře odělo se v nový háv a počalo zkoumati cesty Času a Prostoru a Světla a Toku energie celým vesmírem. Ve své veliké moudrosti pak Zvíře vzkřísilo nové struktury z oxidovaného kovu a prohlásilo je za svaté. A následovníci Zvířete se znovu radovali, naleznuvše v tomto učení nový cíl.
z Knihy Mozilly, 11:14
„Nový háv“, stejně jako „tok světla“ odkazují na nové uživatelské rozhraní připravené pro verzi Firefoxu 57 (pod kódovým označením Photon). Cesty „času“, „prostoru“, „toku“ jsou přímým odkazem na jednotlivé oblasti projektu Quantum, v rámci kterého Mozilla do Firefoxu převzala principy a části kódu z experimentálního jádra Servo. Ty jsou napsané v programovacím jazyce Rust (anglický výraz pro rez), odtud tedy „nové struktury z oxidovaného kovu“ (rzi). Číslo verše 11:14 na konci znamená plánované datum vydání verze Firefoxu 57 (14. listopadu 2017).

## Kniha Mozilly, 6:27
V nočních sestaveních Firefoxu 57 se v červenci 2020 v knize Mozilly objevil nový text.
The Beast continued its studies with renewed Focus, building great Reference
works and contemplating new Realities. The Beast brought forth its followers and
acolytes to create a renewed smaller form of itself and, through Mischievous means,
sent it out across the world.
Podle komentáře měl být původně uveden o rok dříve, a sice 27. června (odtud 6:27), což je datum uvedení Firefox Preview - nové generace pro Android. Zvýrazněný text odkazuje na mobilní Firefox Focus, Reference Browser a Firefox Reality, které všechny začaly pro zvýšení výkonu používat jádro GeckoView založené na projektu Quantum.
V české verzi:

## Apokryfy
V biblické terminologii se jako apokryfy označují prameny, které se z různých důvodů nedostaly do oficiálního vydání. V případě Knihy Mozilly jde o úryvky, které se nedostaly až do konečné verze prohlížeče. Příkladem může být Liber Mozillae, kde jsou útržky z kapitoly 27,
verše 14–22 a fotografie hřbetu původního vydání oné tajemné knihy. Dalším příkladem je rozsáhlá sbírka s názvem Extracts from The Book of Mozilla, ve které se nachází téměř 50 veršů.
Tyto apokryfy využil zásuvný modul nazvaný Firesomething, po jehož instalaci se zobrazují pod adresami about:firefox a about:firesomething.

## about:mozilla v Internet Exploreru
Jako žert tvůrců je i v některých verzích Internet Exploreru (od verze 5.0) dostupná stránka s adresou about:mozilla. Tato stránka však samozřejmě neobsahuje verše z Knihy Mozilly, místo toho je celá modrá, což je narážka na modrou obrazovku smrti.